# Брембила
Брембила (итал. Brembilla) је насеље у Италији у округу Бергамо, региону Ломбардија.
Према процени из 2011. у насељу је живело 2269 становника. Насеље се налази на надморској висини од 422 м.

## Становништво
| 1931. | 1936. | 1951. | 1961. | 1971. | 1981. | 1991. | 2001. | 2011. |
| ----- | ----- | ----- | ----- | ----- | ----- | ----- | ----- | ----- |
| 3.549 | 3.110 | 3.762 | 3.963 | 4.134 | 4.156 | 4.128 | 4.274 | 4.150 |